# Hybridoneura lativitra
Hybridoneura lativitra là một loài bướm đêm trong họ Geometridae.